# Randers SK Freja
Randers Sportsklub Freja – duński klub sportowy z siedzibą w mieście Randers.

## Osiągnięcia
- Wicemistrz Danii (2): 1917/18, 1973
- Puchar Danii (3): 1967, 1968, 1973

## Historia
Freja założona została 6 listopada 1898 roku. Klub prowadził różne sekcje sportowe - lekką atletykę, piłkę ręczną, tenis stołowy i piłkę nożną.
Pierwszym poważnym sukcesem klubu było wicemistrzostwo Danii zdobyte w 1918 roku. Na kolejny duży sukces krajowy trzeba było czekać blisko pół wieku – w 1967 roku Freja zdobyła Puchar Danii. Dało to możliwość gry w europejskich pucharach – w Pucharze Zdobywców Pucharów w sezonie 1967/68. Już w pierwszej rundzie duńska drużyna trafiła na bardzo trudnego rywala – niemiecki klub HSV Hamburg, który, jak się później okazało, dotarł aż do finału. W pierwszym meczu w Hamburgu drużyna duńska strzeliła rywalom aż 3 bramki, przegrywając ostatecznie 3:5. U siebie Freja przegrała 0:2 i odpadła z turnieju.
Drugi z rzędu Puchar Danii, zdobyty w 1968, dał drużynie okazję do powtórnego występu w Pucharze Zdobywców Pucharów w sezonie 1968/69. Freja miała tym razem szczęście w losowaniu – w pierwszej rundzie trafiła na irlandzki Shamrock Rovers Dublin, który pokonała dwukrotnie (2:1 i 1:0), a w kolejnej rundzie z łatwością poradziła sobie z maltańskim Sliema Wanderers. W ćwierćfinale rywal był jednak stanowczo za silny. Niemiecki klub 1. FC Köln z Kolonii z trudem pokonał u siebie Duńczyków 2:1, jednak w Danii niemiecka drużyna wygrała 3:0 i Freja została wyeliminowana.
W 1973 Freja zdobyła drugie wicemistrzostwo Danii, jednak ponieważ w tym samym sezonie zdobyła po raz kolejny Puchar Danii, wystąpiła w Pucharze Zdobywców Pucharów w sezonie 1973/74. W trzecim występie Freja trafiła na austriacki Rapid Wiedeń, stawiając przeciwnikom zacięty opór. Po bezbramkowym remisie u siebie Freja przegrała 1:2 w Wiedniu.
Wysokie miejsce w lidze dało klubowi możliwość gry w Pucharze UEFA w sezonie 1974/75. Jedyny start w tych rozgrywkach Freja zakończyła już na pierwszej rundzie, choć stawiła zacięty opór, napędzając strachu wyżej notowanemu przeciwnikowi – reprezentującemu NRD klubowi Dynamo Drezno.
W latach 90. sekcja piłki nożnej klubu występowała pod nazwą Randers Freja FC. W 2002 roku sekcja piłki nożnej połączyła się z klubami Dronningborg BK (założony w 1928), Hornbæk SF (założony w 1945), Kristrup BK (założony w 1908), Randers KFUM (założony w 1920) i Vorup FB (założony w 1915) tworząc nowy klub piłkarski – Randers FC. Nie oznaczało to końca istnienia sekcji piłkarskiej klubu Freja, która odtąd stała się zespołem rezerwowym dla Randers FC.
Także sekcja piłki ręcznej klubu w 1996 stała się częścią klubu piłki ręcznej Randers HK.

## Europejskie puchary
Legenda do wszystkich tabel:
- Q – runda eliminacyjna, 1/16, 1/8, 1/4, 1/2 – odpowiednia faza rozgrywek, Grupa – runda grupowa, 1r gr – pierwsza runda grupowa, 2r gr – druga runda grupowa, F – finał, R – runda, PO – play-off
- k. – rzuty karne, los. – losowanie, Dogr. – dogrywka, w. – zasada bramek strzelonych na wyjeździe

| Sezon   | Rozgrywki                 | Runda | Przeciwnik       | Dom | Wyjazd | Ogólnie |
| ------- | ------------------------- | ----- | ---------------- | --- | ------ | ------- |
| 1967/68 | Puchar Zdobywców Pucharów | 1R    | Hamburger SV     | 0–2 | 3–5    | 3–7     |
| 1968/69 | Puchar Zdobywców Pucharów | 1R    | Shamrock Rovers  | 1–0 | 2–1    | 3–1     |
| 1968/69 | Puchar Zdobywców Pucharów | 2R    | Sliema Wanderers | 6–0 | 2–0    | 8–0     |
| 1968/69 | Puchar Zdobywców Pucharów | 1/4   | 1. FC Köln       | 0–3 | 1–2    | 1–5     |
| 1973/74 | Puchar Zdobywców Pucharów | 1R    | Rapid Wiedeń     | 0–0 | 1–2    | 1–2     |
| 1974/75 | Puchar UEFA               | 1R    | Dynamo Drezno    | 1–1 | 0–0    | 1–1, w. |